# Sydney Cricket Ground
Il Sydney Cricket Ground (SCG) è uno stadio polivalente situato nel sobborgo di Moore Park della città di Sydney, Nuovo Galles del Sud, Australia, accanto al Sydney Football Stadium, con un campo ovale

## Storia
Il SCG fu fondato nel 1851, come un campo di cricket per soldati collocati vicino. Inizialmente il SCG non era un vero e proprio stadio, ma semplicemente un campo -  a quel tempo la città di Sydney era ancora piccola e c'erano pochissimi eventi sportivi importanti che attirassero grande pubblico e di conseguenza la città non aveva bisogno di uno stadio. Col passare del tempo, la popolazione di Sydney è cresciuta abbastanza velocemente; le tribune furono sostituite con tribune più grandi. Attualmente, 9 tribune circondano il campo ovale, e ci sono circa 44.000 posti a sedere. Nel passato, la capienza era maggiore, poiché c'erano moltissimi posti in piedi - 78.056 persone hanno visto una partita di rugby a 13 nel 1965, il record.
Fino al 1988, quando il Sydney Football Stadium fu aperto, il SCG era chiaramente il più grande stadio di Sydney, e di conseguenza era il teatro delle partite più importanti di rugby e di rugby a 13 (ed alcune di calcio), benché un grande campo ovale come il SCG (circa 150x140 metri) non sia molto adatto per questi sport. Oggigiorno, c'è anche il Testra Stadium, lo stadio olimpico, con oltre 80.000 posti a sedere, e di conseguenza, non si può guardare né rugby né rugby a 13 né calcio al SCG, tranne alcune partite di rugby a 13 storiche.